# Neosarmydus costipennis
Neosarmydus costipennis är en skalbaggsart som beskrevs av Fisher 1935. Neosarmydus costipennis ingår i släktet Neosarmydus och familjen långhorningar. Inga underarter finns listade i Catalogue of Life.